# Bony
Bony è un comune francese di 139 abitanti situato nel dipartimento dell'Aisne della regione dell'Alta Francia.

## Storia

### Simboli
Lo stemma è stato adottato il 7 giugno 2022. Il covone e il colore verde del campo simboleggiano l'agricoltura; la rosa è attribuito della Madonna; il tunnel e l'ancora 
ricordano il canale Saint-Quentin che attraversa il comune.

### Onorificenze

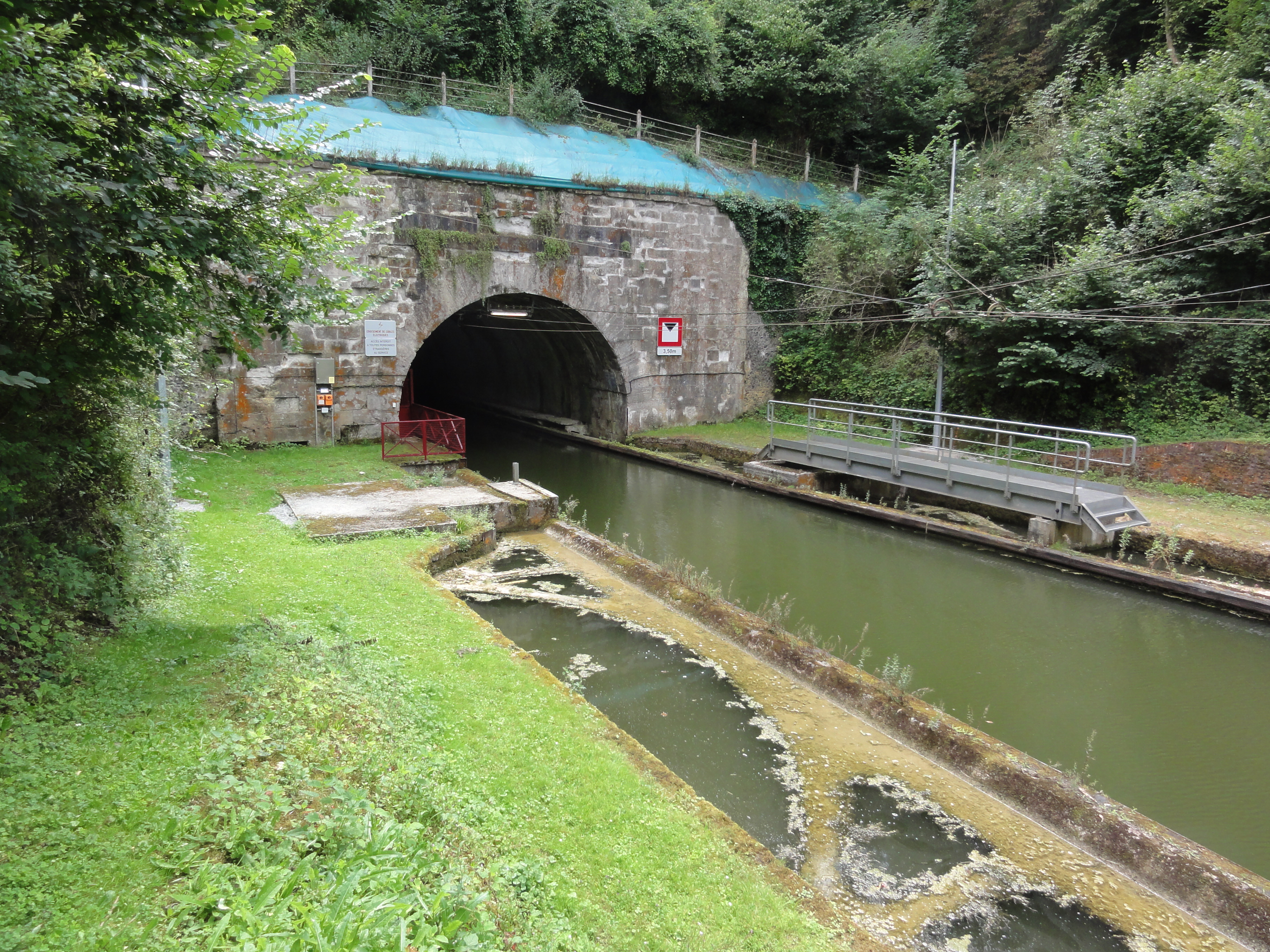
Canale di Saint-Quentin, uscita della galleria di Riqueval

- Croix de guerre 1914-1918

## Società

### Evoluzione demografica
Abitanti censiti